# Północna grań Krzesanicy

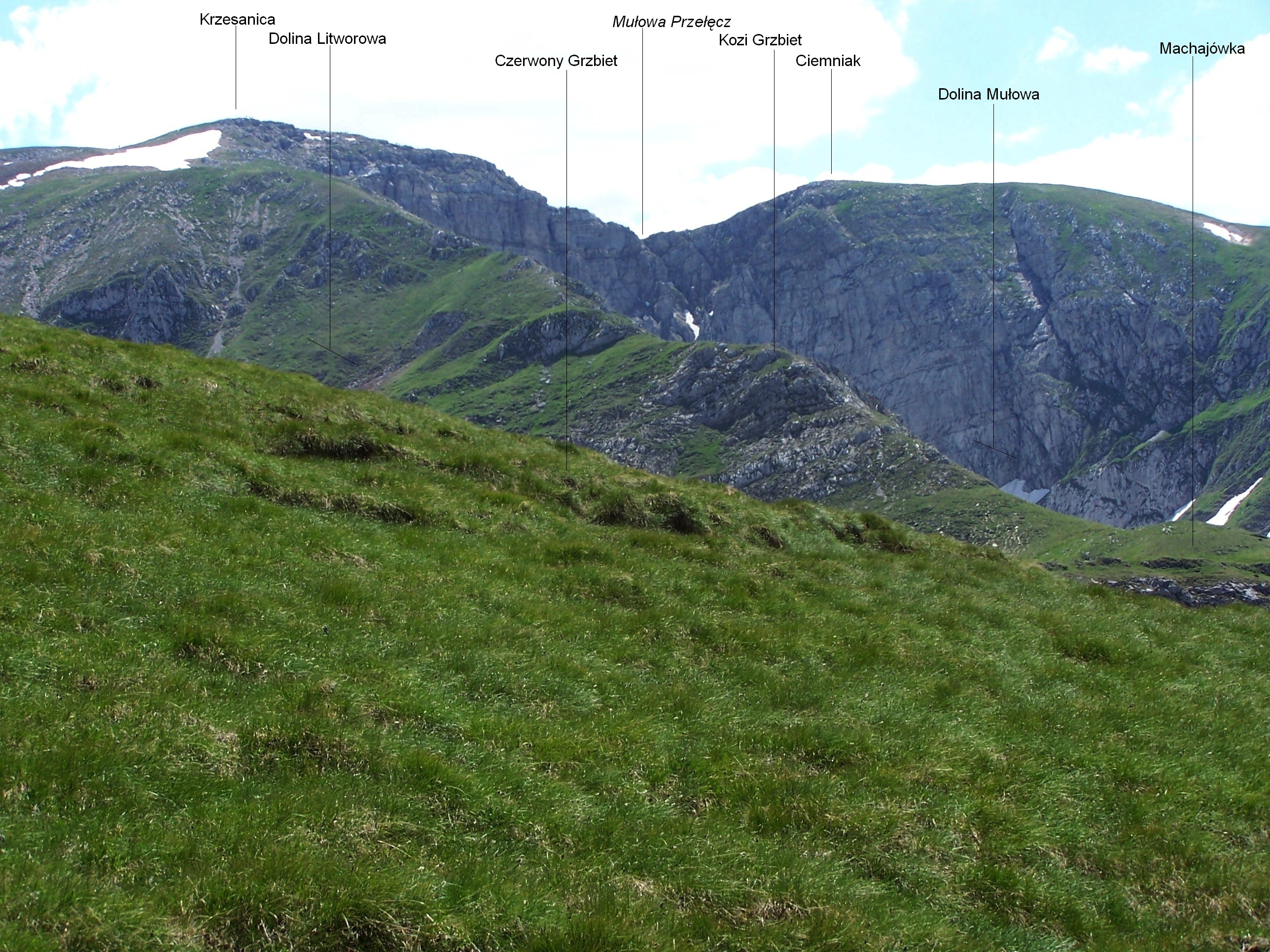
Górna część północnej grani Krzesanicy

Północna grań Krzesanicy – krótka, boczna grań odbiegająca w kierunku północnym od masywu Krzesanicy w Tatrach Zachodnich. Jej zwornik znajduje się w grani głównej Tatr Zachodnich, około 50 m na wschód od szczytu Krzesanicy. Grań ta oddziela od siebie dwie doliny wiszące w najwyższych partiach Doliny Kościeliskiej: Dolinę Mułową (po zachodniej stronie) i Dolinę Litworową (po wschodniej stronie). Kolejno od południa na północ wyróżnia się w niej
- Kozi Grzbiet
- Machajówka
- Machajowa Czuba
- Mułowy Grzbiet
- Ratusz Mułowy